# Antitype chionodes
Antitype chionodes là một loài bướm đêm trong họ Noctuidae.